# Captain Morgan's Revenge
Captain Morgan's Revenge è il primo album della folk/power metal band Alestorm.

## Il disco
Uscito nel 2008 per la Napalm Records, alla batteria ha partecipato un turnista (Migo Wagner), in quanto Ian Wilson, il batterista del gruppo, non è potuto andare a Lubecca per registrare l'album.
La traccia Flower of Scotland è l'inno nazionale non ufficiale scozzese.

## Tracce
1. Over the Seas – 3:56
2. Captain Morgan's Revenge – 6:43
3. The Huntmaster – 4:59
4. Nancy the Tavern Wench – 4:53
5. Death Before the Mast – 3:18
6. Terror on the High Seas – 3:52
7. Set Sail and Conquer – 4:38
8. Of Treasure – 2:58
9. Wenches and Mead – 3:42
10. Flower of Scotland – 2:38

## Formazione
- Christopher Bowes - voce, tastiere, Tin whistle
- Gavin Harper - chitarra, scacciapensieri, Tamburello basco
- Dani Evans - basso
- Migo Wagner - batteria

### Altri musicisti
- Ian Wilson - percussioni
- Lasse Lamert - Vibraslap, Tamburello basco
- Brendan Casey - basso